# Phloeocharinae

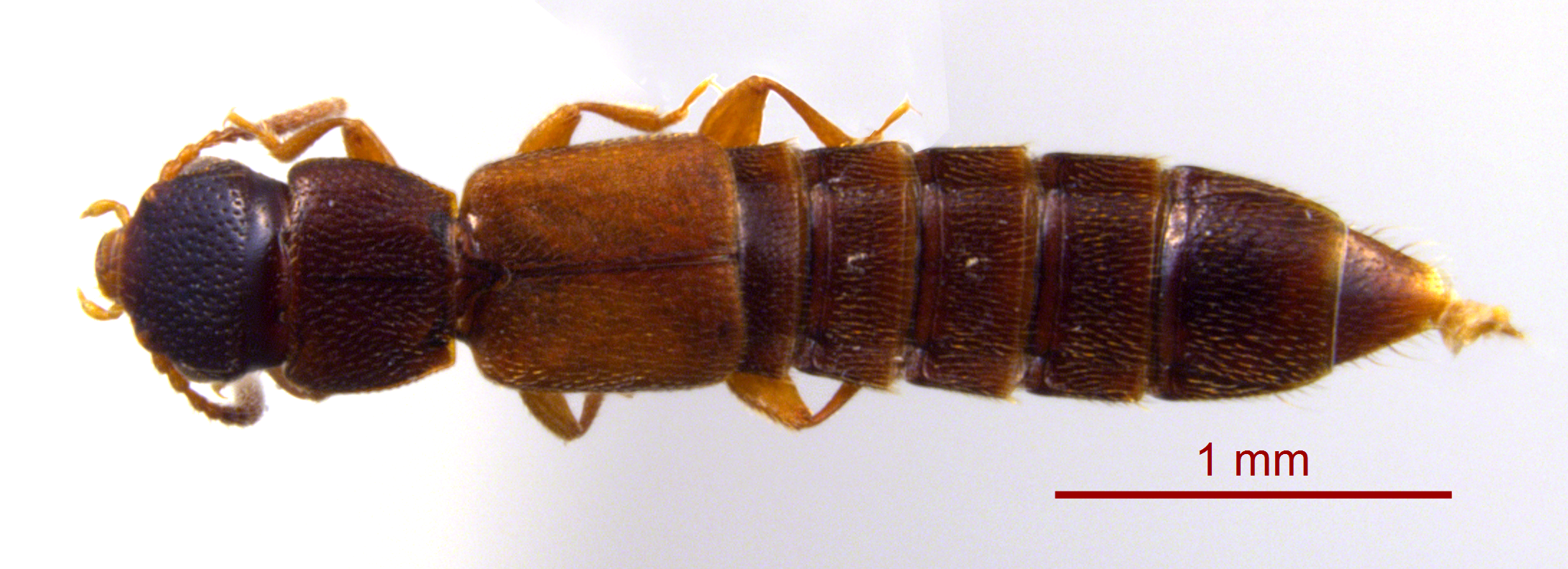
Charhyphus picipennis

Phloeocharinae (лат.) — подсемейство жуков-стафилинид. Всего известно около 50 видов.
Абдоминальные сегменты III—VII каждый с одной парой латеральных склеритов на каждом сегменте. Усики нитевидные. Тарзальная формула (число члеников лапок): 5-5-5.

## Палеонтология
Описан ископаемый вид (Phloeocharis agerata Chatzimanolis, Newton, and Engel, 2013) обнаружен в нью-джерсийском янтаре мелового периода (около 90 млн лет). Также представители подсемейства найдены в балтийском янтаре.

## Систематика
7 родов и около 50 видов.
Согласно Лоуренсу и Ньютону (Lawrence, Newton, 1995), входит в состав Tachyporine-группы семейства Staphylinidae: Phloeocharinae, Olisthaerinae, Tachyporinae, Trichophyinae, Habrocerinae, Aleocharinae.
- Charhyphus Sharp, 1887
- Dytoscotes Smetana & Campbell, 1980[6]
- Ecbletus Sharp, 1887
- Phloeocharis Mannerheim, 1830 (=Scotodytes)
- Phloeognathus Steel, 1953[7]
- Pseudophloecharis Steel, 1950[8]
- Vicelva Moore & Legner, 1973[9]